# Magda Rajtor
Magda Rajtor (ur. 2 października 1997 w Chorzowie) – polska akrobatka. W 2013 roku zdobyła tytuł mistrzyni Polski w dwójkach mieszanych z Wojciechem Dackiewiczem. Razem z Emilią Plewnią i Martą Śrutwą uczestniczyła w Mistrzostwach Świata 2018 w konkurencji grupowej. Przygodę z gimnastyką zaczęła w wieku czterech lat.